# Hiroshi Izumi
Hiroshi Izumi (jap. 泉浩 Izumi Hiroshi; ur. 22 czerwca 1982 w Ōma, w prefekturze Amori) − japoński judoka i zawodnik mieszanych sztuk walki (MMA).
Srebrny medalista Igrzysk Olimpijskich 2004 oraz mistrz świata (2005) i Azji (2008) w judo w kategorii do 90 kilogramów.
Po zakończeniu kariery judoki, w 2009 roku rozpoczął starty w zawodowym MMA. Początkowo był związany z organizacją World Victory Road, a od końca 2010 roku walczy dla DREAM. 16 lipca 2011 roku zmierzył się w walce o mistrzostwo DREAM w wadze półciężkiej z Gegardem Mousasim. Izumi przegrał przez TKO w 1. rundzie.